# 上布蓋亞鄉
45°21′06″N 25°01′38″E / 45.3516°N 25.0272°E
上布蓋亞鄉（羅馬尼亞語：Bughea de Sus, Argeș），是羅馬尼亞的鄉份，位於該國中南部，由阿爾傑什縣負責管轄，面積33平方公里，海拔高度651米，2009年人口3,219，人口密度每平方公里97人。